# کیارا
کیارا سالترز (به انگلیسی: Kiara Saulters) متولد ۲۴ می ۱۹۹۵از ایلینوی ، شناخته شده با شیوه نوشتاری Kiiara ، خواننده سبک پاپ و آلترنتیو است.

## اوایل زندگی
کیارا در ویلمینگتون ایلینوی بزرگ شد. در دبیرستان عضو تیم والیبال بود. او همزمان با ضبط آلبوم چند آهنگه اش در یک فروشگاه به عنوان کارمند سخت‌افزار مشغول به کار بود.

## حرفه
پس از قرارداد با آتلانتیک رکوردز
، اولین تک‌آهنگ "طلا / Gold" را در ژوئن ۲۰۱۵ منتشر کرد. این آهنگ در استرالیا رتبه پنجم را بدست آورد و موفق به دریافت گواهی‌نامه فروش موسیقی ضبط شده شد. اولین آلبوم چندآهنگه اش "low kii savage" در ۲۲ مارس ۲۰۱۶ منتشر شد. فردای آن روز موزیک موزیک ویدئو رسمی طلا را پخش کرد که به سرعت مشهور شد و در اواسط می ۲۰۱۶ بیش از پنج میلیون بازدید داشت.
در ۲۰۱۵، «طلا» به عنوان آهنگ پس زمینه تبلیغ ۱۵ثانیه ای اپل واچ به نام استایل / Style انتخاب شد.
کیارا اغلب آهنگ‌هایش را قبل از انتشار در اپل موزیک یا اسپاتیفای، در صفحه ساوند کلاود اش به اشتراک می‌گذارد.
کیارا در ترانه «سنگین» با لینکین پارک همکاری کرده‌است؛ او در این ترانه به‌همراه چستر بنینگتون خواننده محبوب لینکین پارک می‌خواند؛ پس از خودکشی چستر، کیارا در بسیاری از کنسرت‌ها و مراسم‌ها ترانه «سنگین» را با صدای ضبط شده چستر اجرا می‌کند؛ همچنین او در مراسم بزرگداشت چستر که لینکین پارک در هالیوود بول برگزار کرد شرکت کرد.

## ترانه شناسی

### آلبوم‌های چنداهنگه
- (low kii savage (۲۰۱۶

### تک‌آهنگ‌ها
۲۰۱۵
- طلا / Gold

۲۰۱۶
- حواس / Feels
- گوشی رو نگه دار / Hang Up tha Phone

2018
- to be somebody